# Kürschnersortiment

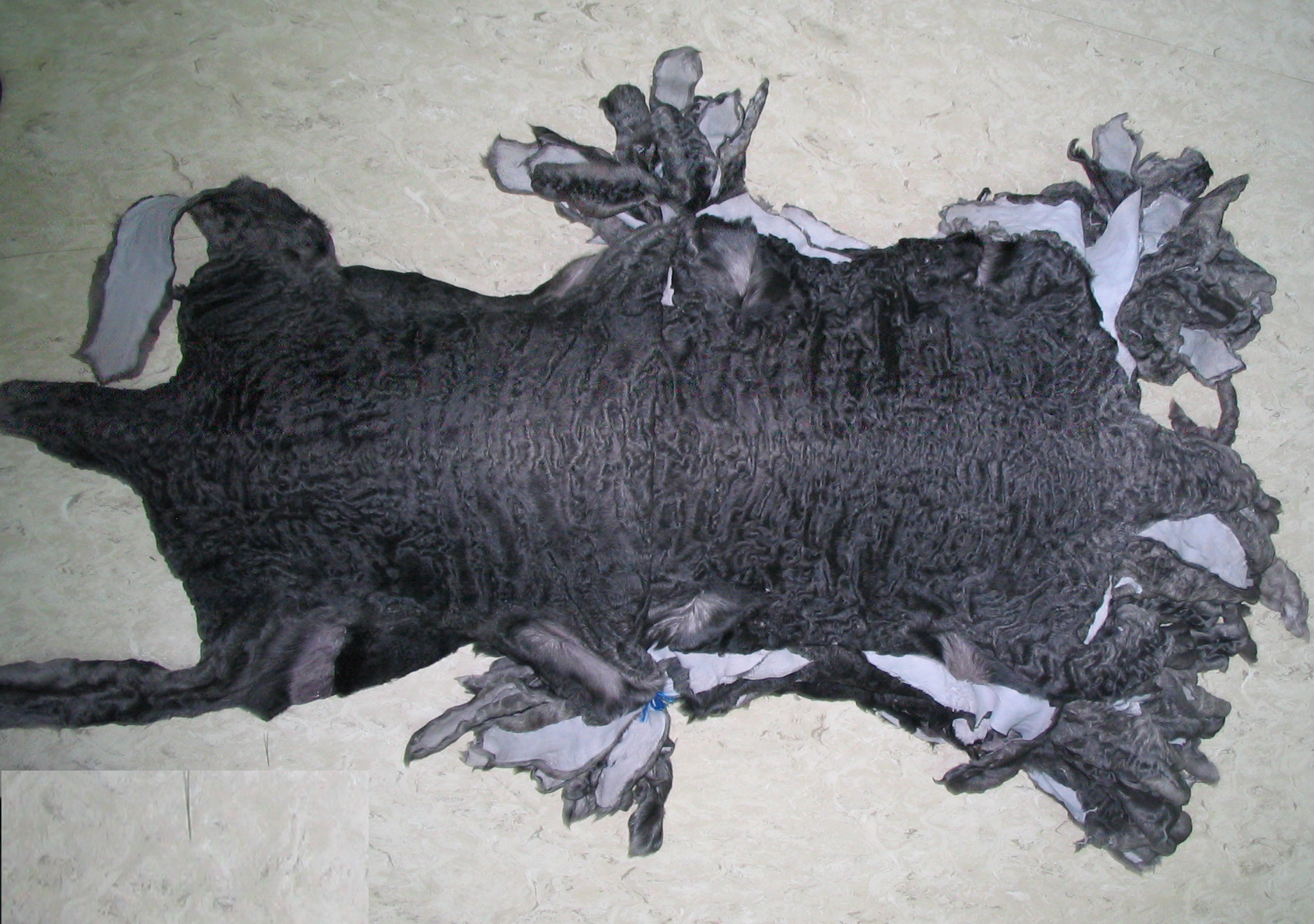
Aufgeschlagenes Kürschnersortiment gefärbter afghanischer Karakulfelle

Ein Kürschnersortiment ist ein aus einer Fellart so zusammengestelltes Gebinde, dass es sich zur Herstellung einer Pelzjacke oder eines Pelzmantels eignet. Es bildet den Abschluss der Bewertung der veredelten Pelzfelle. Diese „Fellbunde“ sind Handelsprodukte des Rauchwarenhandels.

## Allgemein
Felle besitzen sehr unterschiedliche Eigenschaften. Die Felle einer Art unterscheiden sich im Hinblick auf ihre Verarbeitung, vor allem durch die Haarfarbe und Fellmusterung, die Haarlängen, die Haarstruktur, die Lederstärke, die Fellgröße und den Fellzustand. Die in ein Kürschnersortiment sortierten Felle sind, im Unterschied zum Rohsortiment, nicht mehr im entfleischten Zustand, sondern bereits zugerichtet und eventuell zusätzlich veredelt (zum Beispiel gefärbt, geschoren oder gerupft). Sie sollen sich so sehr ähneln und eignen, dass sie vom Kürschner durch Feinsortierung zu einem Kleidungsstück verarbeitet werden können. Die Kürschnerbunde einer Partie können, je nach ihrer Qualität, eventuell einen erheblich unterschiedlichen Handelspreis zugewiesen bekommen.
Felle, die nicht von für die Pelzherstellung gehaltenen Tieren stammen, wurden bereits zuvor einer Sortierung unterworfen, welche Form der Verwertung den höchstmöglichen Nutzen gewährleistet. Sie werden als Rohprodukt den verschiedenen Industrien zugeführt, der Rauchwarenwirtschaft für die Pelzverwertung, der Haarschneideindustrie für Filze, der Gerbereiindustrie für das Leder und mit dem geringsten Wert die Nutzung als Leim.
Bevor die Felle zum Kürschner kommen, sind sie in der Regel bereits in den verschiedenen Handelsstufen mehrfach nach unterschiedlichen Gesichtspunkten sortiert worden. Sammler, Aufkäufer, Rohwarenhändler, Rauchwarenhändler, Auktionshaus und Manipulanten haben beim Sortieren häufig voneinander abweichende und alle zusammen womöglich andere Gesichtspunkte als der Kürschner zu beachten. Nicht zuletzt spielt die Rentabilität eine wichtige Rolle.

## Sortieren im Rauchwarengroßhandel

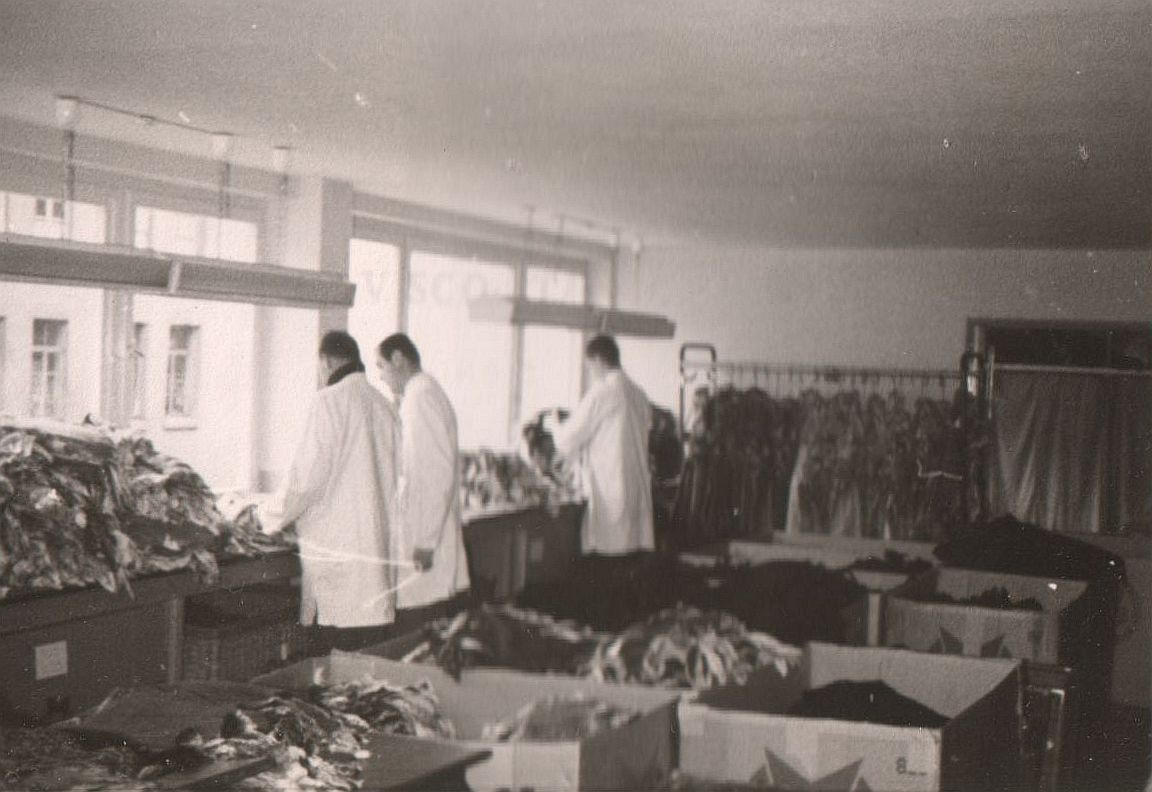
Am Sortierlager des VEAB – Volkseigener Erfassungs- und Aufkaufbetrieb, Leipzig (1950/51)

Das Sortieren der Felle wird als „eine der schwierigsten und heikelsten Handlungen in allen Phasen der Pelzwirtschaft“ beschrieben. Aufgabe eines Rauchwarensortierers ist es, die einzelnen Felle einer Warenpartie in Bezug auf ihre Eigenschaften hinsichtlich Qualität, Größe, Glanz, bei naturfarbenen Fellen besonders der Färbung zu prüfen, miteinander zu vergleichen und in entsprechende Klassen zum Zweck der gemeinsamen Verarbeitung einzuordnen. Als schwierigstes Sortiment galt um 1950 die Klassifikation von Chinchillafellen und australischen Possumfellen wegen der zahlreichen feinen Farbnuancen, von gelockter Ware und Treibel wegen der Unzahl von Lockenformen, Haarlängen und Musterungen. Verfügte ein Rauchwarenhändler nicht über die erforderliche Sortimentskenntnis, verpflichtete er dafür erfahrene Spezialisten. Das zu seiner Zeit weltgrößte dänische Auktionshaus Kopenhagen Fur verfügte inzwischen über vollautomatische Sortieranlagen für Nerzfelle. Die hier in verschiedene Lots sortierten Rohfelle bedurften nach der Zurichtung wohl keiner größeren Nachsortierung durch den Rauchwarenhändler und konnten weitgehend problemlos in Kürschnersortimente aufgeteilt werden.
Die geeignetsten Räume zum Sortieren waren solche mit Nordlicht. Niemals sollten sie unmittelbar einfallendes Sonnenlicht haben. Tageslichtähnliche Leuchtmittel ermöglichen inzwischen ein gutes Sortieren beim beständigeren Kunstlicht. Auf einer Seite des Arbeitsraumes, meist auch Felllagerraum mit zusätzlicher Deckenabhängung, ist ein langer Sortiertisch aufgestellt.
Nach eventuellem Bestreichen das Felles gegen den Haarstrich und nach Augenschein werden die Felle in gleichmäßige Stapel „geworfen“, in der Regel hinter ein jeweils herausgefundenes Musterfell, das einen bestimmten Typ charakterisiert. Bei größeren Partien erfolgen mehrere Sortierstufen. Die einzelnen Arbeitsgänge erstrecken sich nach Bedarf und Fellart, nach Qualität, Locke, Moiré, Größe, Glanz und Farbe. Wenn aus einer sortierwürdigen Partie nach wiederholtem „Werfen“ und „Verwerfen“ eine Fellpartie so weit sortiert ist, dass mehrere Gruppen zusammen sind und sollen Kürschnersortimente daraus entstehen, so werden die Felle im letzten Gang jeweils in die für einen Mantel benötigten Fellbunde aufgeteilt. Kleinere Mengen werden zu Jackensortimenten gebunden, der überbleibende Rest findet eventuell für Besätze oder als sogenannte vom Kürschner nachgefragte „Zupasser“ Verwendung. Die Besatzindustrie verlangt jedoch ebenfalls nach zumindest grob sortierter Ware, da ihre nach Bestellung ausgeführten Aufträge dem Musterteil entsprechen sollen.
Das letztliche Zusammenstechen, Zusammenheften oder Zusammenschnüren der Felle erledigten früher in größeren Firmen sogenannte Markthelfer.
Um 1950 wurde vorwiegend sortiert:

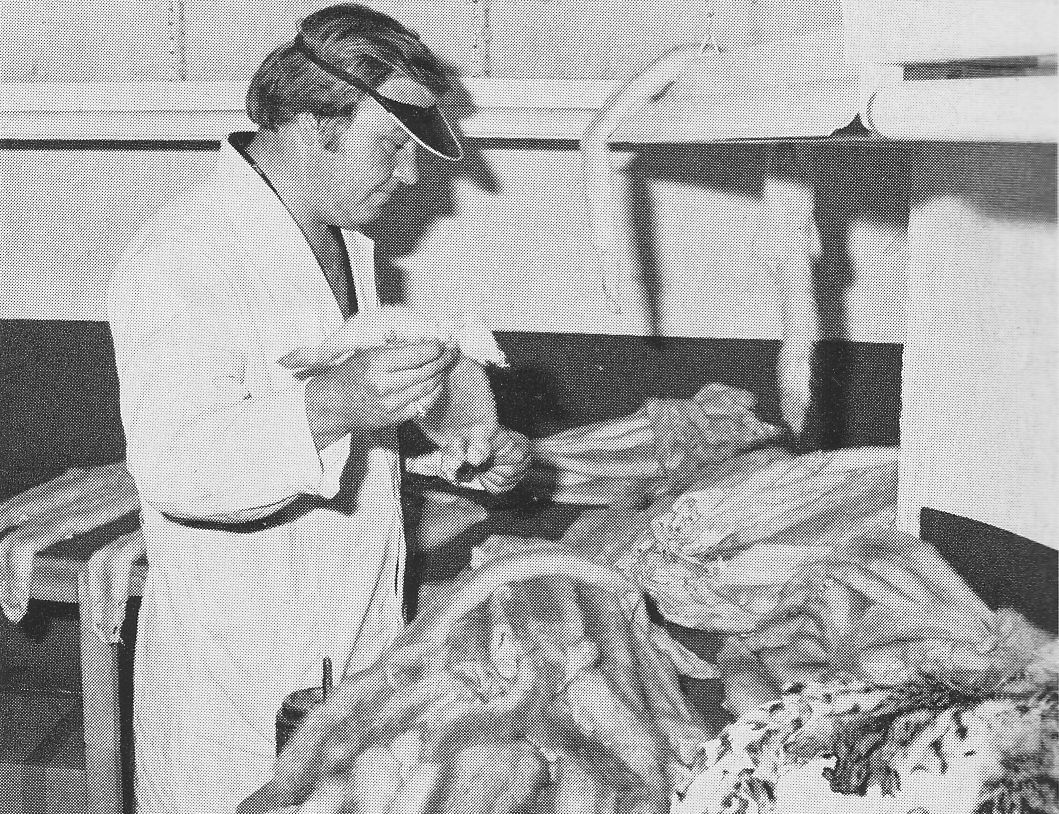
Rauchwarenhändler beim Sortieren von Nerzfellen zu Kürschnersortimenten

1. stückweise: Edelfuchsfelle, Bärenfelle, Vielfraßfelle, Fischermarderfelle, Seeotterfelle, Otterfelle
2. paarweise: Edelfüchse, Marderfelle und Felle ähnlicher Größe (für Pelzkrawatten und ähnliches)
3. im Bund zu 6 bis 8 Stück: Fohlenfelle, Kalbfelle (Mantelbund)
4. im Bund zu 10 Stück: Zobelfelle (bereits als Rohfelle), Sealfelle (gefärbt)
5. im Dutzend: Chinchillafelle, Kaninfelle (französische, gefärbt), Hasenwammen
6. im 20er Bund: Murmelfelle, Kaninfelle (deutsche Veredlung), Sealbisam
7. im 25er Bund: Hasenfelle
8. im Bund zu 24, 30, 36 bis 50 Stück: Persianerfelle, Halbpersianerfelle und andere gelockte Sorten (Mantelbunde, die 24er und 30er entsprechend der Mode dieser Zeit dafür veranschlagten Menge)
9. im 40er Bund: Zimmer: Hermelinfelle, Iltisfelle, Kolinskyfelle, Kaninfelle (seit 1946 in Leipzig)
10. im 50er Bund: Murmelfelle, Kaninfelle (geringe Sorten), naturelle Bisamfelle
11. zu 100 Stück (Hunderter): Fehrücken, das heißt 5 Bündchen à 20 in einer Hunderterschnur vereint.[3]

- Gebündelt werden vor allem rund zugerichtete Felle, zum Beispiel Nerzfelle, Marderfelle, Zobelfelle und Iltisfelle, indem ein Faden durch die Augenlöcher einer bestimmten Anzahl Felle gezogen und dann verknotet wird. Bei größeren Mengen wird dafür eine spezielle, gelochte Kunststoffscheibe verwendet. Schon früher wurde für kostbare, meist in Zimmern zu 40 Stück gehandelte Felle, wie Zobel, runde vierlöchrige Pappscheiben benutzt, an denen eine vierfädrige Henkelschnur befestigt wurde. Die größten Felle kommen beim rund gebundenen Sortiment nach außen, damit sie im Hängen die innen befindlichen Felle, die „den kürzeren Weg“ haben, abdecken.
- Gestochen werden offen zugerichtete Felle, wie Bisamfelle, Karakulfelle, Fohlenfelle, Lammfelle, Murmelfelle und Fuchsfelle. Die Felle werden dazu paarweise, Leder auf Leder zusammengelegt, die äußeren Felle meist mit dem Leder nach außen. Bei hochwertigen Artikeln wird das Leder der beiden äußeren Felle mit Stoff abgedeckt, damit es nicht verschmutzt.[2]

Je nach Breite des Fells werden drei bis vier der Stärke des Leders entsprechende Stechnadeln mit verknoteten Heftschnüren versehen. Auf jede Nadel wird ein etwas zwanzigcentgroßes Stechleder aufgezogen. Im oberen Kopfteil werden die Nadeln mit einem Drücker durch das Bund gestochen und dieses gewendet. Auf die herausragenden Nadelspitzen kommt wiederum ein Stechleder, die Nadel wird mit der Flachzange durch das Bund gezogen und vor dem Stechleder dick verknotet. Vor allem bei großflächigen Fellen wird ein der Fellbreite entsprechender Streifen aus zäher Pappe unter die Stechleder gesetzt, um das Einreißen der Knoten durch das Leder zu vermeiden. Besteht das Bund aus offen zugerichteten Fellen, die mit dem Haar nach außen gebündelt werden, beispielsweise Füchse, wird der Pappstreifen in die Mitte des Bundes gelegt, um das Haar an der Außenseite nicht zu sehr zu verdrücken. An jedes der Bunde, ob gebündelt oder gestochen, kommt ein stabiler Henkel, um eine hängende Aufbewahrung zu ermöglichen. Abschließend wird jedes Bund plombiert und mit einem Etikett versehen, für Lagernummer, Stückzahlangabe usw.
Die kleinen Maulwurffelle wurden zuletzt fast ausschließlich als Felltafel gehandelt. In früherer Zeit als Schädlinge verfolgt, stehen Maulwürfe inzwischen fast überall unter Artenschutz. Kamen die Felle nicht als Pelzhalbfabrikat in den Handel, wurden sie wegen des feinen Leders nicht gestochen, sondern paarweise übereinandergelegt und zu je 50 Stück und verschnürt.
Die Menge der in ein Mantelbund sortierten Felle ist nicht nur von der Mode, sondern auch von der Größe der Felle abhängig. Ein Bund Persianer enthielt um 1975 etwa 24 bis 26 Felle, von der kleinsten Sorte etwa 30 Felle, die kleineren Breitschwänze etwa 35 bis 40 Felle. Die Felle eines Bundes sollten von annähernd gleicher Größe sein, mit einem Spielraum von etwa 5 cm. 1932 wurde jedoch aus Sicht eines Kürschners noch gewarnt: Der Rauchwarenhändler „geht beim Zusammenstellen der einzelnen Bunde von ganz anderen Gesichtspunkten aus wie der Kürschner. Es wird ihm nicht sosehr darauf ankommen, in ein Bund Felle ganz gleicher Qualität und Größe zu bringen, sondern er wird versuchen müssen, allen Bunden ein vorteilhaftes Aussehen zu geben. Dies wird erreicht, indem als Deckfelle für ein Bund einige große, gut aussehende Felle verwendet werden, während im Inneren des Bundes kleinere Felle untergebracht werden. Es ist deshalb empfehlenswert, beim Einkauf von gebündelten Fellen sich nicht von den Deckfellen blenden zu lassen, sondern auch das Innere des Bundes einer gründlichen Durchsicht zu unterziehen.“
Bei der Auswahl der Felle wird ohnehin mehr auf übereinstimmende Qualität und Farbe geachtet als auf eine gleichmäßige Größe. Sind nicht genügend gleich große Felle vorhanden, kommen auch abweichende Größen in ein Bund. Dabei werden kleinere Felle nach der Mitte, größere nach außen gelegt (Deckfelle). Grundsätzlich bemüht sich der Sortierer, so wenig wie möglich „Rester“ übrig zu behalten, wobei die Qualität nicht leiden soll. Sind die Felle in Kürschnersortimente aufgeteilt, werden sie kalkuliert. Ein gebündeltes Kürschnersortiment besteht nicht unbedingt aus gleich großen, erstklassigen und qualitativ völlig gleichwertigen Fellen, da etwas abweichende Felle für die weniger sichtbaren Teile eines Kleidungsstücks genommen werden können. Andernfalls würde der betreffende Pelz bedeutend teurer werden. Anhand des vorgesehenen Durchschnittspreises werden für die einzelnen Bunde je nach Qualität unterschiedliche Verkaufspreise festgesetzt und in Verkaufslisten festgehalten. Oft wurden am Frankfurter Markt die Preise auf den Etiketten der Sortimente verschlüsselt vermerkt, aus Codewörtern wie SCHIFERCOD, PRYMNUTZIG, MAINLUSTER, BLEUMAISON, oder komplizierter, BLACKFOXES dividiert durch 2. Die Buchstaben stehen jeweils für die Zahlen 1 bis 9, die letzte Zahl ist meist die Null.

## Sortieren beim Kürschner

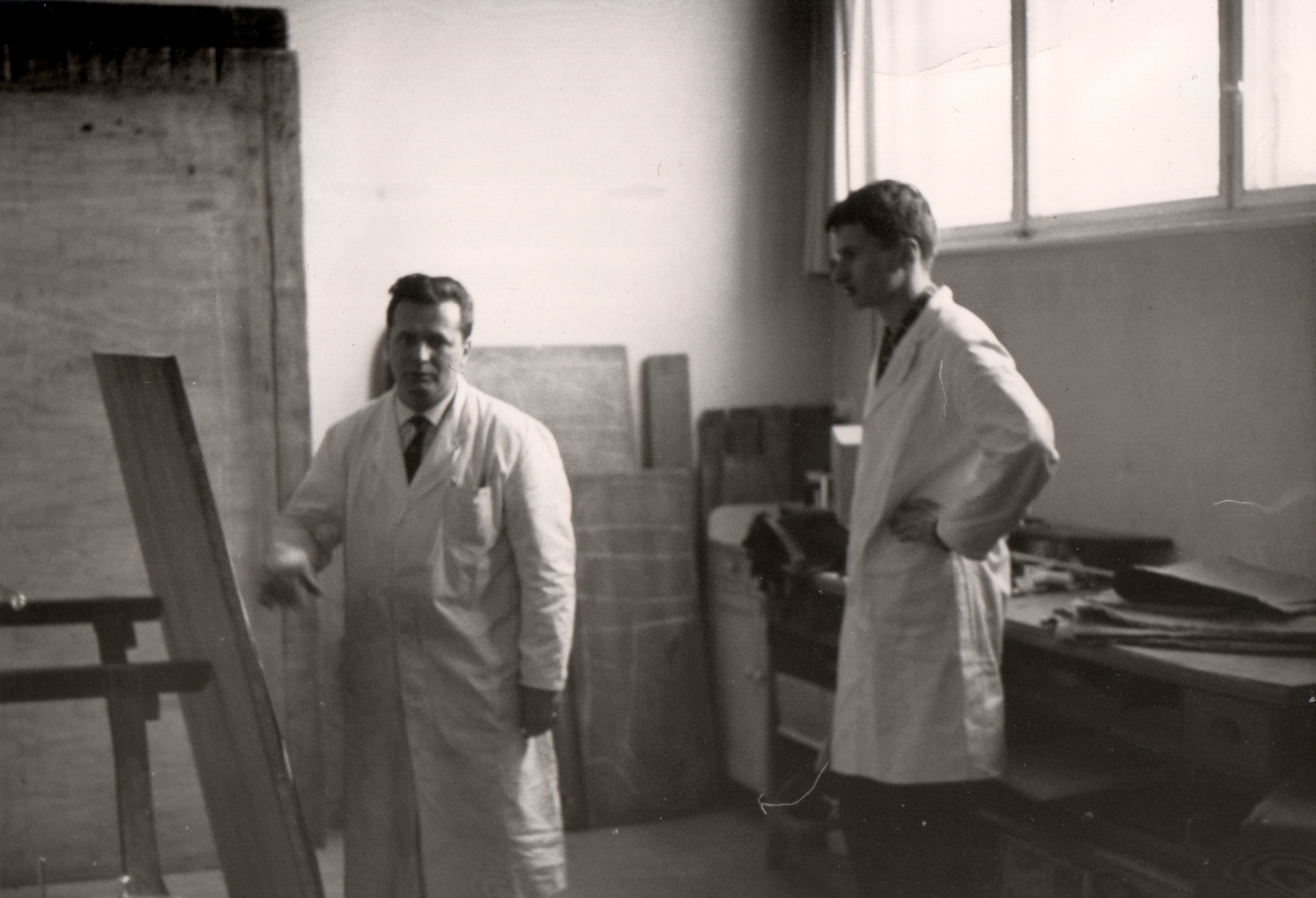
Meister und Geselle beim Sortieren in der Kürschnerwerkstatt

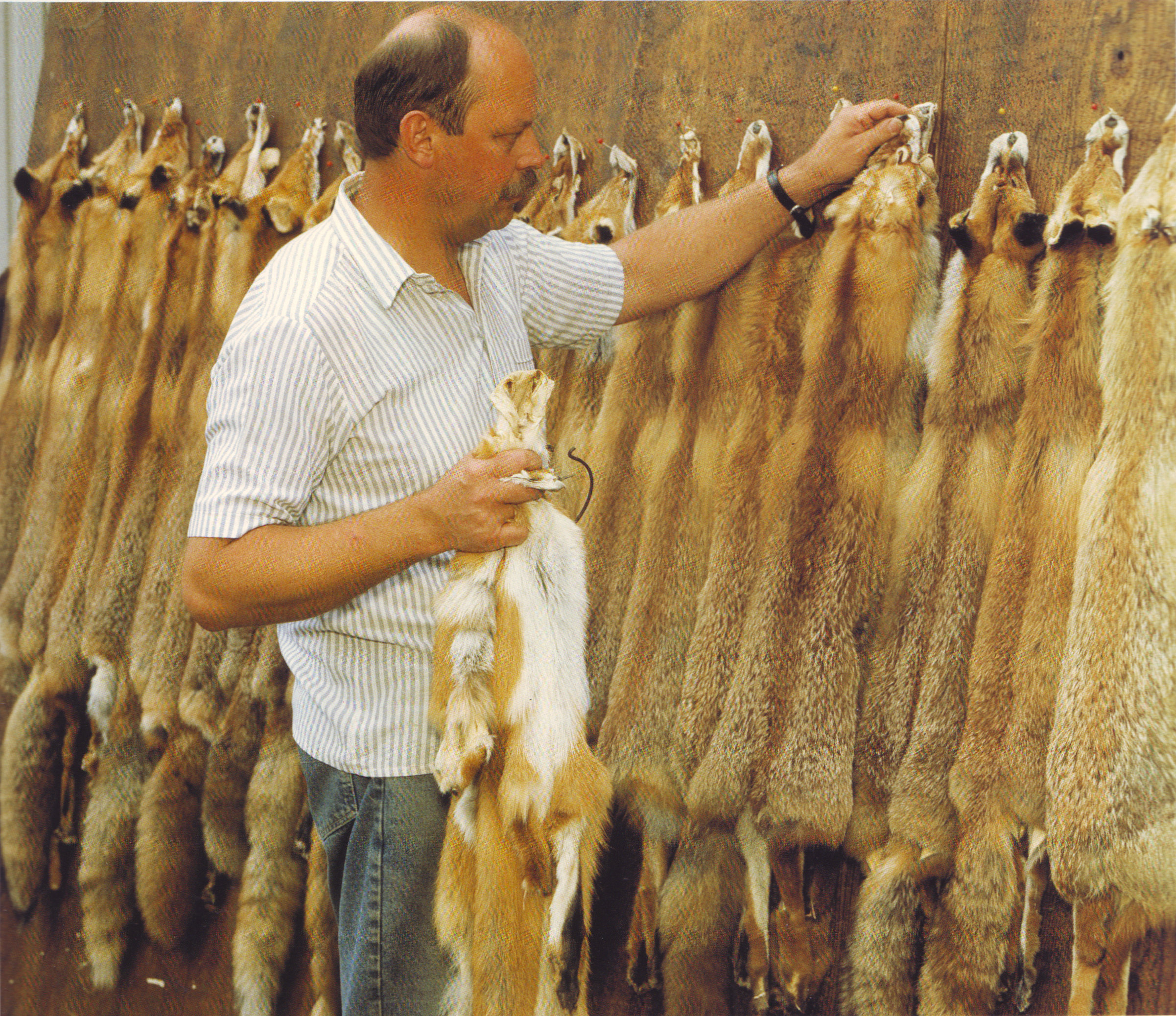
Sortieren von Rotfuchsfellen

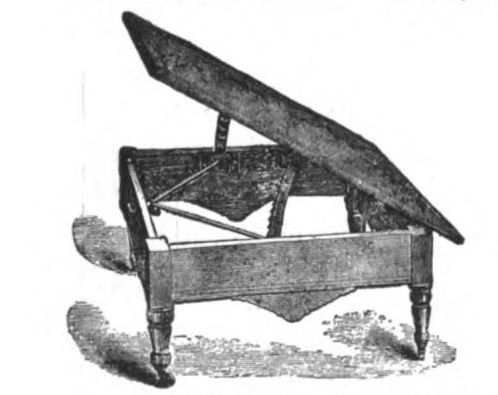
Arbeitstisch, kippbar zur Sortierplatte (USA, 1895)

Der entscheidende Teil des Sortierens geschieht in der Kürschnerwerkstatt. Für den Endverarbeiter ist das Kürschnersortiment nur ein Rohsortiment, das so nicht ohne Weiteres zur Verarbeitung geeignet ist. Es ist nicht denkbar, die Felle, so wie sie dem Bund entnommen werden, für einen Mantel einfach neben- und übereinander zusammenzusetzen.
Hat der Kürschner mehrere Bunde zur Verfügung, wird er eventuell daraus die geeigneten Felle heraussuchen. Für sehr glockige und weit geschnittene Modelle werden die leichtledrigsten Felle ausgewählt. Im Vordergrund des Sortierens steht der Versuch, die Felle innerhalb des Bekleidungsstücks zu ihrer schönsten Wirkung und einem harmonischen Ganzen zu bringen.
Die nie gleichen Felle werden nach Haarfarbe, Rauche (Haarlänge, Fellstruktur) und Größe vorsortiert. Im Schnittmuster werden entsprechend der Fellgrößen die senkrechten Fellbahnen und die waagerechten Fellzeilen eingezeichnet. Die größten Felle kommen bei einer ganzfelligen Verarbeitung in die im Mantel unterste Fellzeile, nach oben werden sie, entsprechend der Mantelform, immer kleiner. Alle Regeln sind nur ein Anhaltspunkt, immer muss der Sortierer das Gesamtbild im Auge behalten. Wichtig ist, dass Felle mit gleicher Rauche zusammenkommen. Die Feinsortierung erfolgt hängend, in der Regel an einer leicht abgeschrägten Sortiertafel oder einer aufgestellten Zweckplatte, an der die Felle mit Pushpins entsprechend der Verteilung im Kleidungsstück angesteckt werden. Auf diese Weise wirkt das Material so, wie es später bei der Trägerin zur Geltung kommt, anders als beim liegend Sortieren beim Rauchwarenhändler.
Nach der Farbe wird entsprechend den Nuancen nebeneinander fortlaufend sortiert, die dunkelsten meist in die unterste Zeile, nach oben heller werdend. Dabei ist nicht nur der oberflächliche Eindruck zu beachten, sondern wenn vorhanden auch das nicht direkt sichtbare Unterhaar. Begonnen wird in der Regel mit dem Mantelrücken, dann die Streifen an den Vorderteilkanten, um dann jeweils zu den Seiten hin abzuschattieren. Im Rücken sollen sich, zusammen mit dem Übertritt-Vorderteil und dem Oberkragen, die als am schönsten empfundenen Felle befinden. Um ein gleichmäßiges Bild zu erzielen, ist es eine gute Hilfe, vorab Paare gleichartiger Felle zu bilden, von denen spiegelgleich jeweils eines in die rechte und linke Mantelhälfte platziert wird. Arbeitstechniken, wie das Spiegelgleich-Versetzen oder In-Sich-Versetzen, können helfen, sanftere Farbübergänge oder einen besseren Rauchenübergang im unterschiedlich rauchen Grotzen zu erzielen. An die weniger sichtbaren Stellen, wie den Unterärmeln und dem Unterkragen, wird alles „versteckt“, was weniger gut passt, aber mitverarbeitet werden muss. Für die Unterärmel sollte dabei ein strapazierfähiges Material verwendet werden. Als letzter Arbeitsgang des Sortierens werden die Felle, je nach System des Kürschners, entsprechend ihrer Platzierung auf der Lederseite gekennzeichnet (beispielsweise „RV ≡“ = rechtes Vorderteil, 3. Zeilenhöhe).
Das Auslassen ist eine Arbeitstechnik, mit der die Felle jeweils auf Mantel- oder Jackenlänge umgeschnitten werden. Hier werden die so vorgefertigten Felle nur nebeneinander genäht. Das Sortieren geschieht in der Regel vor dem Auslassen, ein Nachsortieren kann jedoch sinnvoll sein. Für andere Arbeitstechniken, wie die halbfellige, diagonale oder Querverarbeitung, gelten im Prinzip die gleichen Grundregeln.
Wegen der Ungleichheit der Felle sind immer Kompromisse nötig, der beste Kürschner ist der, der die beste Kompromisslösung findet. Der Wiener Kürschnermeister Alexander Tuma, der das Kürschnersortiment als „die Krone des Sortiments“ bezeichnete, schrieb: „Ein gutes Auge, richtiges Gefühl, sichere Entscheidung und eine entsprechende Dosis an Erfahrung müssen allen denen eigen sein, die Felle, gleichgültig für welchen Zweck, zu sortieren haben. Es ist daher nur selbstverständlich, dass zu dieser Arbeitsleistung nur erfahrene, beste Kräfte eingesetzt werden können.“

### Feinsortiment Lammfelle
Modefarbene Lammfelle werden auf der schrägen Platte in voller Rumpfbreite nach Farbe, Struktur, Rauche und Glanz sortiert. Die Möglichkeit, im Rumpf leichte Nuancierungen in Farbe und Struktur durch Abstufungen vom Rücken zu den Vorderteilen aufzufangen, findet ihre Grenze in der Notwendigkeit, die Ärmel einmal passend zum Rücken, zum anderen auch passend zu den Vorderteilen zu sortieren. Das obere Ärmelfell ist passend zum Ärmeleinsatzpunkt auszuwählen. In Kragen und Revers kommt das wertvollste Fell, das jedoch zum Gesamteindruck passen soll.
Der wesentliche Unterschied zu einem Feinsortiment aus schwarzen Lammfellen zu einem aus modegefärbten liegt in der Differenz der Wertigkeit der einzelnen Sortierschwerpunkte. Bei schwarzer Farbe ist das wichtigste die Struktur, dann folgt der Glanz und die Rauche.

### Feinsortiment naturfarbener (natureller) Bisamrückenfelle
Als Erstes werden die besten Rückenfelle für das Rückenteil und den Besatz bestimmt, dann folgen Oberärmel und die Vorderteile. Vorhandene Farbnuancen werden vom Rücken zu den Vorderteilen abgestuft. Dann werden die für den Rücken bestimmten Felle nach „Größe geworfen“ und damit festgelegt, in welche Zeilenhöhe sie kommen, die größten nach unten. Insgesamt ist die seitliche Angleichung des Farb- und Rauchenanschlusses innerhalb der Zeilen herzustellen. Die Vorderteile sollen farblich und rauchenmäßig eine Einheit bilden.

## Geschichte
- Historisch bezeichnete ein Bund oder Bündel gleichzeitig auch die Menge der Felle, 20 Stück. Andere Bezeichnungen waren Decher, Zehntling oder Busch. Wurde es Busch genannt (um 1900 nicht mehr gebräuchlich[13]), so waren die Felle gewöhnlich bereits zu einer Felltafel zusammengenäht.[14]

- Die Londoner Vereinigung der Pelzzurichter, Kürschner und Fellhändler, die Worshipful Company of Skinners, unterhielt Kollegen, die interne Streitigkeiten und Verstöße regeln sollten. Bereits im 16. Jahrhundert achteten die „Warden“ bei den Kürschnersortimenten nicht nur auf eine gute Zurichtung, sondern auch darauf, das die Felle nicht „listig oder raffiniert gebunden“ waren. Wurden fehlerhafte Felle anfangs noch mit einem roten Kreuz markiert, das offenbar leicht wieder herausgeschabt werden konnte, wurden seit 1594 Kupferplatten mit dem eingraviertem Wappen  der Company zur Kennzeichnung von Fellen verwendet.[15]

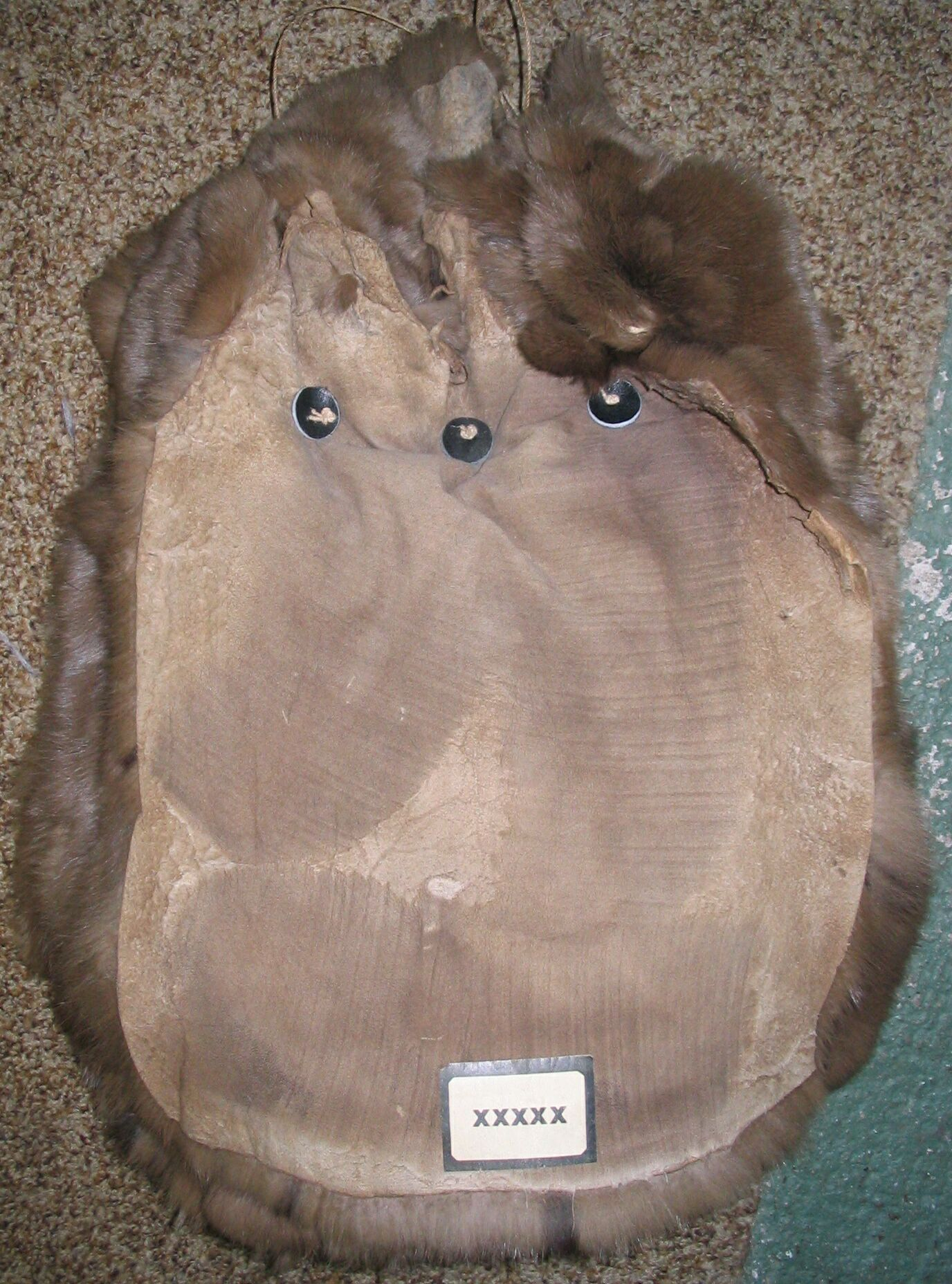
Kanin-Kürschnersortiment in der Klassifizierung „5 xer schwarz“ (2009)

- Eine Besonderheit der deutschen Fertigsortimente für den Kürschner waren, neben den vielen, sehr speziellen weiteren Qualitäts- und Farbaufteilungen, die Klassifizierungs-Aufkleber für Kaninfell-Sortimente mit den „x“ in unterschiedlicher Anzahl (xxx, xxxx, xxxx usw.) und Farbe. „10 xer“ waren 45 cm lang, die kleinsten „3 xer“ unter 27 cm. Ein schwarzes Etikett = 1. Qualität, blau = 2. Qualität, rot = 3., grün = 4., gelb = 5. Ein Kürschnersortiment Kaninfelle mit einem schwarzen Etikett mit 6 × (xxxxxx) beinhaltete also in der Regel jeweils 10 oder 20 Stück, gut mittelgroße (37 bis 42 cm lange) Felle bester Qualität.[2]

- Für die industrielle Sortierung innerhalb der DDR hieß es 1970, es „gilt der Standard (Sortiervorschriften für Pelzfelle). […] Für die Qualitätseinstufung gelten die Sortiervorschriften der einzelnen Fellarten. […] Die Größeneinteilung erfolgt entsprechend den Standards. […] Der Farbe wird bei diesem Sortiment nur dann Beachtung geschenkt, wenn die Skala der Farbnuancen vom festgelegten Grundfarbtyp zu weit nach oben oder unten abweicht“.[1]

### Sortimenter
Als Sortimenter oder Sortierungsgeschäfte wurden die Rauchwarenhändler bezeichnet, die weitgehend sämtliche Fellarten führten, sich also nicht auf einzelne Fellarten spezialisiert hatten. Es gab sie immer nur in geringer Zahl, selbst in den Pelzhandelsmetropolen Leipziger Brühl oder Frankfurter Niddastraße waren das nur sehr wenige. In Wien war das die Firma J. Z. Schütz, die seit 1700 bestand und in vielen Zentren Niederlagen unterhielt.
Die Firmen, die auf die Belieferung von Kürschnerkundschaft eingestellt waren und ein reichhaltiges „gut assortiertes“ Lager unterhielten, pflegten ihre Sortimente als reine, saubere, strenge oder auch reelle Kürschnersortimente zu bezeichnen. Weltruf hatten dafür die Sortimente des Leipziger Rauchwarengroßhandels.

### Um 1900
„Das Sortieren, welches fast von jedem Handelsglied im Laufe der Bewegung der Handelsobjekte zur endgültigen Verarbeitung vorgenommen werden muss, bildet auch ein wesentliches Stück Arbeit im Leipziger Rauchwarenhandel. Es erfolgt nach Grösse, Farbe, Alter, Qualität, Herkunft und Beschaffenheit (unversehrte und beschädigte Felle) des Rauchwerks. Die Qualitätsunterschiede sind, wie es bei der Mannigfaltigkeit des Rauchwerks als eines Naturproduktes erklärlich ist,  äusserst weitgehende. So unterscheidet man Prima-, Sekunda- und Tertia-Ware bei Biber, Nerz, Bisam und den einzelnen Fuchsarten, bei Bären und anderen Pelzgattungen sogar eine Quartaqualität. Diese Gruppen zerfallen wieder in grosse, kleine, helle und dunkle Felle. Es ergiebt sich demnach eine grosse Anzahl von Qualitätsunterschieden. Sehr viele Sorten werden namentlich bei den in der Naturform verwendeten Pelzarten unterschieden, wobei die Farbenabstufungen nur dem Kennerauge bemerkbar sind. Spezialgeschäfte sondern z. B. bei den Nerzen häufig 4 Grössen, ca. 3 Qualitäten (i. B. auf Feinhaarigkeit) und vielleicht 8–12 Schattierungen der Farbe, woraus sich also unter Umständen 20–50 Sorten ergeben! Der Katalog der H.B.C. vom 21.1.1901 unterscheidet beispielsweise bei „beaver“ (Biber) 56 verschiedene Sortimente; vom Bisam („musquash“) wurden 46 verschiedene Sortimente zum Verkauf gebracht.
Das Sortieren erfolgt mehreremal bei denselben Stücken, zunächst nach dem Einkauf, um die Felle, welche zugerichtet und gefärbt werden sollen, auszuscheiden. Die dieser Operation unterworfenen Felle werden dann abermals sortiert,  um solche Felle, welche angebracht oder einer anderen Bearbeitung unterzogen werden sollen, von den übrigen zu trennen. Hierbei ergeben sich, ebenso wie bei dem vorhergehenden Prozess, abermals Verschiedenheiten und Ungleichmässigkeiten, welche neues Sortieren erforderlich machen. Haben schliesslich Verkäufe stattgefunden, so sind häufig neue Loose zusammenzustellen, wenn einzelne Felle zurückgewiesen.werden etc.“